# Obfelden
Obfelden és un municipi del cantó de Zúric (Suïssa), situat al districte d'Affoltern.